# Métro, boulot, dodo
Métro, boulot, dodo ist ein Ausdruck im Französischen, der aus einem Vers des französischen Dichters Pierre Béarn stammt und sich in den 1950er und 1960er Jahren verbreitete. Er steht für den Rhythmus des Alltags der städtischen Bevölkerung, vor allem jedoch für den Alltag der Bewohner des Großraums Paris. Dieser Alltag besteht nur aus Pendeln (Métro), Arbeiten (Boulot) und Schlafen (Dodo). Der Ausdruck steht als Synonym für den stressigen Alltag eines Großstädters.

## Bedeutung
- métro: bezeichnet das Pendeln am Morgen mit der Pariser Métro zur Arbeit.
- boulot: (Französisch umgangssprachlich für Arbeit) bezeichnet das Arbeiten am Arbeitsplatz tagsüber.
- dodo: (Französisch umgangssprachlich für Schlafen) bezeichnet das Schlafen Zuhause in der Nacht.

Sowohl der Ausdruck als auch das Gedicht kritisieren die Eintönigkeit und das ständige Wiederholen eines allzu gleichen und monotonen Alltags der Stadtbewohner, aus dem es keinen möglichen Ausweg gibt. Es ist damit hauptsächlich der Alltagstrott der Pariser gemeint. Durch die Größe der Stadt müssen diese lange Arbeitswege in Kauf nehmen. Da durch die hohen Immobilienpreise es sich viele Leute nicht mehr leisten können, in Paris zu wohnen, sind sie gezwungen, in die Vorstadt zu ziehen, was aber auch noch relativ teuer ist. Durch diese Entfernung verbringen diese noch mehr Zeit mit Pendeln. Um sich trotzdem das Leben in Paris leisten zu können, arbeiten sie sehr viel und lange. Abends kommen sie dann erschöpft nach Hause, wo sie dann ziemlich bald schlafen gehen, bevor sie das Ganze am nächsten Tag von neuem durchleben.

## Auszug aus dem Gedicht
Der Ausdruck stammt von einem Vers aus dem Gedichtband Couleurs d'usine (dt.: Farben der Fabrik) von Pierre Béarn (1902–2004), der 1951 erschien.
Au déboulé garçon pointe ton numéro

Pour gagner ainsi le salaire

D'un morne jour utilitaire

Métro, boulot, bistro, mégots, dodo, zéro.

## Thema in Filmen
- 1973: Durch Paris mit Ach und Krach. (Elle court, elle court la banlieue) Regie: Gérard Pirès

## Thema in Büchern
- Annie Ernaux: Les années. 2008; Übers. Sonja Finck: Die Jahre. Suhrkamp, Berlin 2017, S. 131. Die Phrase entspricht einem Leitmotiv des Buches von der langweiligen Routine des Alltags.